# Onesia obscurata
Onesia obscurata este o specie de muște din genul Onesia, familia Calliphoridae. A fost descrisă pentru prima dată de Walker în anul 1858. Conform Catalogue of Life specia Onesia obscurata nu are subspecii cunoscute.